# 张家口专区
张家口专区，中华人民共和国河北省已撤销的行政区，在今河北省西北部。1952年由原察哈尔省察南（1951年撤销）、察北2专区合置，专员公署驻张家口市。辖原察哈尔省所属宣化、万全、龙关、赤城、延庆、怀来、涿鹿、蔚县、阳原、怀安10县及察北专区所属张北、康保、沽源、崇礼、尚义、商都6县划归张家口专区。辖16县。
1958年，张家口市改由张家口专署领导，延庆县划归北京市；同年，专区辖县作以下调整：
1. 撤销崇礼县，并入张家口市；
2. 撤销阳原县，并入蔚县；
3. 撤销宣化县，并入张家口市和蔚县；
4. 撤销沽源、康保、尚义、商都4县，并入张北县；
5. 撤销赤城县，并入龙关县；
6. 撤销涿鹿县，并入怀来县；
7. 撤销万全县，并入怀安县。

调整后，张家口专区辖张家口市及张北、龙关、怀来、蔚县、怀安5县。
1959年，张家口市改由河北省直辖；撤销张家口专区，辖县划归张家口市。
1961年，复设张家口专区，张家口市改为县级市，交由张家口专署领导，专署驻张家口市。原由张家口市领导的宣化市及张北、蔚县、赤城（1960年由原龙关县改名）、怀安、怀来、商都（1960年恢复）6县划归张家口专区；恢复康保、沽源、崇礼、宣化、涿鹿、阳原、尚义7县。张家口专区辖2市、13县。
1962年，恢复万全县；商都县划归内蒙古自治区。1963年，撤销宣化市，并入张家口市。专区辖1市、13县。1968年，撤销张家口专区，改置张家口地区。

## 张家口地区
张家口地区辖原张家口专区的张家口市、张北县、康保县、沽源县、尚义县、蔚县、阳原县、怀安县、万全县、怀来县、崇礼县、涿鹿县、宣化县、赤城县，共1市、13县。
1983年11月15日，张家口市升为省辖市，将宣化县划归张家口市管辖。
1993年6月19日，经国务院批准，撤销张家口地区，实行地、市合并。将张北、康保、沽源、尚义、蔚县、阳原、怀安、万全、怀来、涿鹿、赤城、崇礼12县划归张家口市管辖。1993年6月30日，张家口地市合并大会召开。地、市委，人大，行署，市政府，政协班子成员，各县区五套班子主要负责人，地市直各单位、大中型企业、大中专院校的党政负责人，各民主党派主委、副主委，担任过地市级实职的离退休老干部，共1300多人参加了大会。新任市委书记刘健生、副书记王权。7月1日，张家口市与张家口地区正式合并为张家口市。合并后的张家口市拥有人口430万，面积3.69万平方千米。7月8日，省委、省政府批准市委、市政府《关于地市合并后市直党政机关机构改革方案的请示》。张家口市委、市政府共设置正处级机构57个，其中市委设正处级机构13个，市政府设正处级机构44个。